# Teresita Garibaldi
Teresa Garibaldi, nota anche con il soprannome di Teresita (Montevideo, 22 febbraio 1845 (altre fonti riportano il 22 marzo) – Caprera, 5 gennaio 1903), terzogenita di Giuseppe Garibaldi e Anita Garibaldi, nacque in Uruguay mentre il padre era impegnato nella guerra civile uruguaiana al comando della Legione italiana.

## Biografia
Nasce a Montevideo, vivendo presso Calle del Porton e ricevendo il nome di Teresa in onore della sua madrina, Teresa Barona (o Grondona) grande amica di Garibaldi, e in ricordo di una sorella paterna morta in giovane età a causa di un incendio. Verrà battezzata insieme al fratello Ricciotti il 28 marzo 1847. Teresita rientra in Europa insieme alla madre e ai due fratelli nel 1848, partendo ai primi di gennaio da Montevideo e sbarcando il 2 marzo a Genova dove Anita, accolta da una folla festante, tenne un breve discorso per giungere poi a Nizza l'8 dello stesso mese; qui Teresa ha modo di affezionarsi alla nonna Rosa Raimondi, e nello stesso anno, apprende della morte della madre, venendo in seguito accudita dai coniugi Desideri (talvolta riportati come Deideri, Deyderi o Deidery) dimostrando un carattere vivace e scontroso, simile a quello di Anita.
Nel settembre 1859 accompagna il padre a Ravenna per recuperare il corpo della madre che verrà poi sepolto a Nizza. A dodici anni si riunisce a Caprera al padre, da cui viene abbastanza vezzeggiata, anche se l'ambiente prettamente maschile la porta a condurre una vita piuttosto austera; probabilmente per questi motivi si sposa giovanissima (16 anni) con Stefano Canzio, ufficiale garibaldino conosciuto mentre si prendeva cura dei feriti della spedizione dei Mille; le nozze hanno luogo il 25 maggio 1861 nell'isola, e poi nella chiesa della Maddalena a Genova, cerimonia durante la quale riceve quale regalo di nozze da parte di re Vittorio Emanuele II una collana di pietre preziose.
Dal matrimonio con Canzio nascono sedici figli, dodici dei quali raggiungeranno l'età adulta: Mameli, nato nel 1862; Anzani, (1864-1926); Lincoln (1865-1870); Annita (1866-1878); Brown, nato nel 1867; Leo, nato nel 1869; Decio, nato nel 1870; Cairoli, nato nel 1872; Foscolo (1873-1906); Giuseppe (1875-1875); Giuseppe (1876-1876); Rosa Carlotta, nata nel 1877; Annita, nata nel 1879; Francesca Carlotta (1881- 1963); Giuseppe (1883-1949); Garibalda (1886-1969).

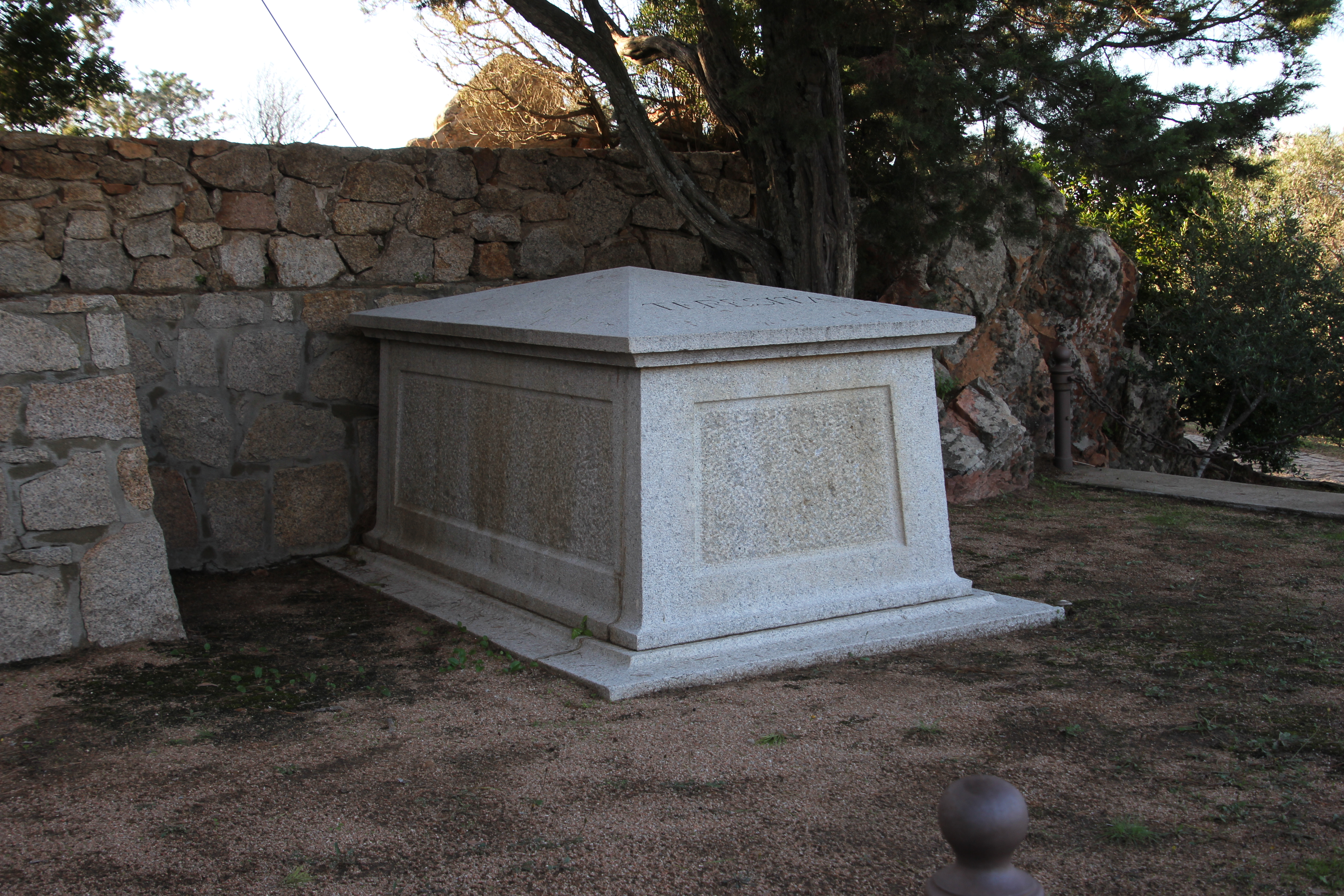
La tomba di Teresita Garibaldi, a Caprera.

Dopo il matrimonio la sua vita alterna periodi trascorsi a Caprera (anche dopo la morte del padre) con altri vissuti a Genova, città della famiglia del marito. Nel 1867 fugge da Caprera, bloccata dalla Regia Marina, per raggiungere il padre e il marito e viene iniziata in massoneria da suo padre; nell'estate dello stesso anno aiuta Garibaldi nella preparazione della spedizione nell'Agro romano che doveva poi portare alla battaglia di Mentana. 
Muore a 58 anni avendo trascorso i suoi ultimi anni a La Maddalena; è l'unica dei figli di Giuseppe e Anita a riposare nel piccolo cimitero di famiglia di Caprera.